# PIG (projekt muzyczny)
PIG (często pisane jako <PIG>) - industrialny projekt muzyczny, którego założycielem jest Raymond Watts (znany również jako Nainz, Nainz Watts i Ray Scaballero). Początki kariery Wattsa mają miejsce na początku lat '80, kiedy to wraz z Saschą Konietzko założył zespół KMFDM, od którego niedługo później odszedł. Jako jedyny stały członek formacji PIG pierwszy album wydał w roku 1988, a sam zespół działa do dziś.

## Współpraca z KMFDM
Watts współpracował z Konietzko nad wieloma albumami KMFDM, min. Opium, What Do You Know, Deutschland? i Nihil, jako PIG stworzył wraz z KMFDM wydany w 1994 roku wspólny minialbum zatytułowany Sin Sex & Salvation.

## Dyskografia
Niektóre albumy PIG zostały wydane oryginalnie w Japonii lub tylko w tym kraju, gdyż tam zespół odniósł większy sukces niż w Stanach Zjednoczonych czy w Wielkiej Brytanii.
Albumy studyjne
- A Poke in the Eye... With a Sharp Stick (1988)
- Praise the Lard (1991)
- The Swining (1993) (wydany tylko w Japonii)
  - The Swining / Red Raw & Sore (1999) (amerykańska kompilacja albumów The Swining i Red Raw & Sore)
- Sinsation (1995)
- Wrecked (1996)
- Genuine American Monster (1999)
- Pigmartyr (2004) (wydany tylko w Wielkiej Brytanii jako "WATTS")
  - Pigmata (2005) (zremasterowana wersja albumu Pigrartyr wydana pod nazwą "PIG")

Minialbumy
- Hello Hooray (1992)
- A Stroll in the Pork (1992)
- Red Raw and Sore (1994) (wydany tylko w Japonii - w USA jako The Swining/Red Raw & Sore)
- Painiac (1995) (wydany tylko w Japonii)
- Prime Evil (1997) (wydany tylko w Japonii)
- No One Gets Out of Her Alive (1998) (wydany tylko w Japonii)
- Disrupt Degrade & Devastate (1999) (wydany tylko w Japonii)
- Compound Eye Sessions (2015) (wraz z Markiem Healem)
- Long in the Tooth (2015) (wraz z Primitive Race)

Single
- "Never For Fun" (1988)
- "Sick City" / "Shit for Brains" (1989)
- "Shit for Brains" (1993) (wydany tylko w Niemczech[1])
- "The Fountain of Miracles" (1993)

Współpraca
- Sin Sex & Salvation (EP) (1994) (wraz z KMFDM)
- Je M'Aime (1999) (wraz z Sow[2])